# كرنال
كرنال (بالهندية: करनाल जिला)‏ هي مقاطعة في الهند، تقع في Karnal division ‏، بلغ عدد سكانها 210,476 نسمة وذلك حسب إحصائيات سنة 2001، وبلغ عدد سكان المدن 454,810  نسمة في 2011، وبلغ عدد سكان الريف 1,050,514  نسمة في 2011، عاصمتها كارنال، تبلغ مساحتها 1,967 كيلومتر مربع.

## الموقع
تشترك في الحدود مع:
- منطقة كوروكشترا
- منطقة ساهرانبور.